# Ільченко Олександр Михайлович
Ільченко Олександр Михайлович (нар. 31 січня 1955 року, м. Боярка, Києво-Святошинський район, Київська область) – відомий український журналіст. Заслужений журналіст України (2001).  

## Біографія
Проживає у Києві з 1961 року. Закінчив столичну середню школу № 134. Трудовий шлях почав оператором електронно-обчислювальних машин ГІОЦ (Головного інформаційно-обчислювального центру) Мінпромбуду УРСР. У травні 1973 року був призваний на строкову військову службу, яку проходив у Середній Азії. Першу замітку надрукував 15 вересня 1974 року у газеті Туркестанського військового округу "Фрунзевец" (м. Ташкент, Узбекистан). Після демобілізації вступив на факультет журналістики КДУ (нині КНУ) імені Т.Г. Шевченка, вечірнє відділення якого закінчив у 1981 році.     

## Творчий шлях
Із загального трудового стажу у пресі – 44 роки. Починав журналістську роботу 15 вересня 1975 року кореспондентом багатотиражної газети "Київський взуттьовик". За три роки став її редактором. З листопада 1981 по березень 1983 рр. – кореспондент, заступник завідувача відділом міської газети. У 1983 - 1988 роках працював у віддалених районах Крайньої Півночі – заввідділом, відповідальним секретарем, заступником редактора, редактором місцевих друкованих видань. У 1988 році повернувся в Україну і близько 5 років працював на різних посадах і пройшов шлях до головного редактора у газеті "Київський вісник". У 1993 - 1998 рр. – перший заступник, згодом – співредактор редакції кримінальної та судової хроніки всеукраїнської газети "Киевские Ведомости". 1998-1999 рр. – відділ криміналу газети "Сегодня". З 1999 по 2003 рр. – оглядач з питань нацбезпеки тижневика "2000" (після смерті у 2019 році головного редактора Сергія Кичігіна з архіву видання було видалено усі 389 оригінальних матеріалів, надрукованих автором за чотири роки). Від 2003 року до закриття газети у 2019 році – редактор відділу розслідувань, спеціальний кореспондент газети "Сегодня". Спеціалізація – силові, правоохоронні, судові органи, надзвичайні події, екстремальні ситуації, резонансні карні справи, миротворчість. Одним із перших українських журналістів у середині 90-х добровільно пройшов тест на поліграфі, писав про застосування "детектора брехні" у роботі слідчих, а також приватних охоронних структур. Багаторазово відряджався за кордон. Виступив співавтором кількох документальних книжок. Друкувався у вітчизняних журналах. Останні роки писав для сайтів Fly9999, Vecherkom та інших. 

## Відзнаки
Лауреат премії СЖУ "Золоте перо" (1981). Номінант загальнонаціональної премії "Людина року-2000" у розділі "Журналіст року в галузі друкованих ЗМІ". Має звання "Заслужений журналіст України" (2001). Відзначався нагородами Міністерства оборони України, Служби безпеки України, Міністерства внутрішніх справ, Національної гвардії України, Генеральної прокуратури України, Управління державної охорони України, тощо. 

## Захоплення
Цивільна та військова авіація.   

## Особисте життя
Одружений, має двох дітей, чотирьох онуків. 